# Полиция на България
Главна дирекция „Национална полиция“ (ГДНП) е национална специализирана структура към Министерството на вътрешните работи (МВР) за оперативно-издирвателна, превантивна, информационно-аналитична и организационна дейност по предотвратяване, пресичане, разкриване и разследване на престъпления с изключение на свързаните с организирана престъпна дейност. В нея има 6 отдела, една дирекция и структури на пряко подчинение.
Към 2022 г. България е на 4-то място в Европа по броя на полицаите на 100 хил. души население според Евростат. В Европейския съюз България отделя най-много средства за полицията, измерени като дял от брутния вътрешен продукт, според Института за пазарна икономика.

## Директори
Званията са към датата на заемане на длъжността:
- о. з. полк. Иван Ковачев: 15 май 1925 – 31 юли 1927
- о. з. полк. Григор Преславски: 31 юли 1927 – 22 септември 1932
- о. з. подполк. Иван Малинов: 22 септември 1932 – 20 октомври 1932
- Петър Тодоров: 20 октомври 1932 – 19 май 1934
- о. з. полк. Иван Ковачев: 10 февруари 1935 – 18 май 1935
- о. з. полк. Григор Преславски: 1938 – 1939
- полковник Атанас Пантев: 30 декември 1938 – 18 ноември 1940
- о. з. майор Христо Драголов – през 1942
- Антон Козаров: 2 октомври 1943 – 12 април 1944
- подполковник Сава Куцаров: юли 1944 – 16 септември 1944[2]
- Енчо Стайков – 16 септември 1944
- Раденко Видински: септември – 17 ноември 1944
- Руси Христозов – 17 ноември 1944 до 1945
- генерал-майор Боян Българанов: 1945 – 1947
- генерал-майор Благой Пенев: 10 януари 1948 – 20 април 1950
- генерал-майор Георги Кръстев – март до октомври 1953
- полковник Петко Стоянов: 1953 – май 1954 г.; 1957 – 1963
- Григор Шопов – 18 юни 1963
- генерал-майор Георги Кръстев – до април 1966
- генерал-лейтенант Никола Ангелов: април 1966 – декември 1969
- генерал-майор Костадин Илиев: 17 юли 1972 – 22 октомври 1981
- генерал-майор Иван Димитров: 23 октомври 1981 – 1 юни 1990
- полковник Христо Величков – 1990
- полковник Милчо Бенгарски – 1990 – май 1992
- полковник Виктор Михайлов – 1992 – декември 1992
- полковник Иван Бацаров – 1992 – 1994
- полковник Христо Гацов – 1994 – април 1995
- Полковник Иван Димов (април 1995 – 3 януари 1997)[3]
- Генерал-майор Христо Марински (3 януари – 19 февруари 1997)[4]
- полковник Славчо Босилков – 19 февруари 1997 – 3 декември 1998
- полковник (ген.-майор от 1999) Васил Василев – 3 декември 1998 – 15 декември 2003
- генерал-майор Илия Илиев – 15 декември 2003 – 21 септември 2005
- генерал-лейтенант Валентин Петров – 21 септември 2005 – 28 ноември 2007
- главен комисар Веселин Петров – до 1 юли 2008
- главен комисар Красимир Петров – 1 юли 2008, изпълняващ длъжността
- главен комисар Ангел Антонов – 2012 – 2013
- главен комисар Тодор Гребенаров – 25 ноември 2013 – 24 февруари 2015
- главен комисар Христо Терзийски – 24 февруари 2015 – 20 септември 2018, 18 декември 2018 – 24 юли 2020
- старши комисар Николай Хаджиев – 24 юли 2020 – 8 юни 2021
- главен комисар Станимир Станев – 8 юни 2021 – 4 януари 2022
- старши комисар Атанас Илков – 4 януари 2022 – 7 януари 2022 г., изпълняващ длъжността
- главен комисар Венцислав Кирчев – 7 януари 2022 – 9 август 2022
- главен комисар Атанас Илков от октомври 2022 – 27 август 2024 (9 август – октомври 2022, изпълняващ длъжността като старши комисар)
- главен комисар Мирослав Рашков от 27 август 2024 – 28 февруари 2025, изпълняващ длъжността
- главен комисар Захари Васков от 28 февруари 2025 г.

## Структура
Главна дирекция „Национална полиция“ се управлява от директор с трима заместници, на които са подчинени подструктури. 
- Директор
  - отдели и сектори директно подчинени на директора
  - Заместник-директор
    - Отдел „Криминална полиция“
    - Отдел „Икономическа полиция“

  - Заместник-директор
    - Отдел „Разследване“
    - Отдел „Методическо ръководство на дейността на разследването“
    - независими сектори

  - Заместник-директор
    - Отдел „Охранителна полиция“
    - Отдел „Пътна полиция“
    - Дирекция „Жандармерия“

## Звания и отличителни знаци в Българската полиция
| категории                              | отличителни знаци и звания | отличителни знаци и звания          | отличителни знаци и звания |
| -------------------------------------- | -------------------------- | ----------------------------------- | -------------------------- |
| персонал                               | отличителни знаци и звания | отличителни знаци и звания          | отличителни знаци и звания |
| Висш ръководен персонал                |                            |                                     |                            |
|                                        |                            |                                     |                            |
| Главен секретар                        | Главен комисар             | Старши комисар                      |                            |
| Ръководен персонал                     |                            |                                     |                            |
|                                        |                            |                                     |                            |
| Комисар                                |                            |                                     |                            |
| Експертен персонал с ръководни функции |                            |                                     |                            |
|                                        |                            |                                     |                            |
| Главен инспектор                       | Старши инспектор           |                                     |                            |
| Експертен персонал                     |                            |                                     |                            |
| Инспектор I степен                     | Инспектор II степен        | Инспектор III степен                |                            |
| Служители                              |                            |                                     |                            |
| Главен полицай                         |                            |                                     |                            |
|                                        |                            |                                     |                            |
| Полицай I степен (Старши полицай)      | Полицай II степен          | Полицай III степен (Младши полицай) |                            |
|                                        |                            |                                     |                            |